# Saxifraga bryoides
Saxifraga bryoides là một loài thực vật có hoa trong họ Saxifragaceae. Loài này được L. miêu tả khoa học đầu tiên năm 1753.